# Pierre-Jules Hetzel
Pierre Jules Hetzel (Chartres, 15 gennaio 1814 – Monte Carlo, 17 marzo 1886) è stato un editore francese, molto noto anche come redattore.

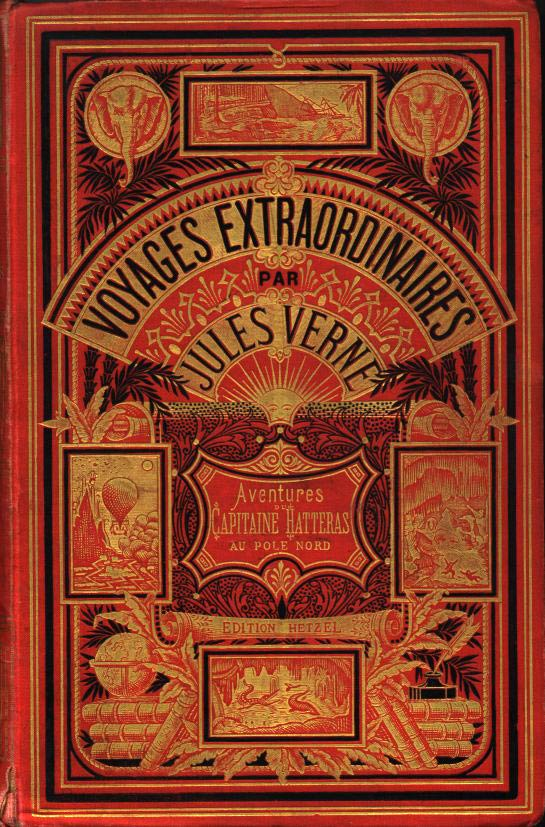
Una tipica copertina per un libro di Jules Verne. L'edizione è Les Aventures du Capitaine Hatteras au Pôle Nord, tipo "a due elefanti".

È principalmente conosciuto per le sue straordinarie illustrazioni dei romanzi di Jules Verne, che sono grandemente apprezzati dai collezionisti di oggi. Hetzel fu anche l'editore principale di Victor Hugo. Fu anche un autore di narrativa per ragazzi, sotto lo pseudonimo P.-J. Stahl.
Studiò legge a Strasburgo e fondò una casa editrice nel 1837. Fu editore di Honoré de Balzac, di cui cominciò a pubblicare la Commedia umana nel 1841, per Victor Hugo e per Émile Zola. Nel 1843 fondò il Nouveau magasin des enfants ("Nuovo negozio dei bambini"). Nel 1848, Hetzel era un repubblicano conosciuto, capo del gabinetto per Alphonse de Lamartine (l'allora Ministro per gli Affari Esteri) e successivamente per il Ministro della Marina. Espatriò in Belgio dopo il colpo di Stato che portò al potere il Secondo Impero Francese e da lì continuò le sue attività politiche ed editoriali, pubblicando clandestinamente l'opera di Hugo Les Châtiments (un duro pamphlet contro il Secondo Impero).
Quando in Francia il regime politico venne liberalizzato ritornò e pubblicò Pierre-Joseph Proudhon e Charles Baudelaire. Un'edizione notevole delle favole di Charles Perrault illustrata da Gustave Doré risale a questo periodo. Fondò la Bibliothèque illustrée des Familles ("Biblioteca illustrata delle famiglie"), che venne rinominata Magasin d'éducation et de récréation ("Negozio di educazione e di divertimento) nel 1864. La sua idea era di far collaborare scienziati, autori ed illustratori per creare opere educative. Nell'atmosfera di positivismo dell'epoca non era un lavoro facile.
La sua fama proviene principalmente dalle sue edizioni dei Voyages extraordinaires ("Viaggi straordinari") di Jules Verne. I testi pubblicati come serie e nei Magasin, furono rese disponibili sotto tre collezioni a Natale: una economica, senza illustrazioni; una in piccolo formato con poche illustrazioni; l'ultima in un formato più grosso, riccamente illustrato ed ora molto popolare tra i collezionisti.
Hetzel rifiutò la versione del 1863 del manoscritto per Parigi nel XX secolo poiché ritenne che presentasse una visione del futuro troppo negativa e poco credibile per il pubblico dell'epoca, sebbene per molti studiosi odierni quella storia fosse rimarchevolmente accurata nelle sue predizioni. Verne chiuse il manoscritto in un cassetto e non scrisse più storie distopiche. Parigi nel XX secolo venne ritrovata solo dopo oltre un secolo fu pubblicata per la prima volta in Francia nel 1994.
Dopo la sua morte la sua casa editrice venne diretta da suo figlio e venne comprata dal suo concorrente Hachette nel 1914.